# حكومة إسرائيل الخامسة والثلاثون
حكومة إسرائيل الخامسة والثلاثين ((بالعبرية: מֶמְשֶׁלֶת יִשְׂרָאֵל הַשְׁלוֹשִׁים וְחָמֵשׁ) هي الحكومة المقررة لأن تكون الحكومة القادمة لإسرائيل. كان من المتوقع أن يتم تأسيسها بعد انتخابات أبريل 2019 ، ولكن بعد عجز رئيس الوزراء بنيامين نتنياهو في تشكيل حكومة، فقد حل الكنيست نفسه وأجرى انتخابات مبكرة جرت في 17 سبتمبر 2019. إلى أنه لمرة أخرى لم يتم تشكيل حكومة وأُجريت انتخابات أخرى في 2 مارس 2020. في 20 أبريل 2020 ، تم التوصل إلى اتفاق بين نتنياهو وعضو الكنيست بيني غانتس حول تشكيل حكومة وحدة وطنية.

## خلفية
بعد الانتخابات التشريعية الإسرائيلية في أبريل 2019، وافق بيني غانتس زعيم ائتلاف أزرق أبيض، مما يمهد الطريق لرئيس الوزراء الحالي بنيامين نتنياهو زعيم الليكود، لبدء محادثات مع أطراف أخرى لتشكيل ائتلاف حاكم.

### التوصيات (أبريل 2019)
في 15-16 أبريل 2019، التقى الرئيس رؤوفين ريفلين بممثلي الأحزاب في الكنيست الواحد والعشرين. أوصوا بما يلي  واختار ريفلين رسميًا نتنياهو لتشكيل الحكومة المقبلة.
| الحزب | الحزب                  | الزعيم          | المقاعد | الموصى به | المصدر |
| ----- | ---------------------- | --------------- | ------- | --------- | ------ |
|       | الليكود                | نتنياهو         | 35      | نتنياهو   | [ 6 ]  |
|       | أزرق أبيض              | بيني غانتس      | 35      | غانتس     |        |
|       | شاس                    | أرييه درعي      | 8       | نتنياهو   |        |
|       | UTJ                    | يعقوب ليتسمان   | 8       | نتنياهو   |        |
|       | حداش - تعال            | أيمن عودة       | 6       | لا أحد    |        |
|       | العمل                  | آفي جاباي       | 6       | غانتس     | [ 7 ]  |
|       | إسرائيل بيتنا          | افيجدور ليبرمان | 5       | نتنياهو   |        |
|       | اتحاد الأحزاب اليمينية | رافي بيرتس      | 5       | نتنياهو   |        |
|       | ميرتس                  | تمار زاندبرغ    | 4       | غانتس     |        |
|       | كولانو                 | موشيه كحلون     | 4       | نتنياهو   |        |
|       | رعام - بلد             | منصور عباس      | 4       | لا أحد    | [ 8 ]  |

### انتخابات جديدة
لم يتمكن نتنياهو من تشكيل ائتلاف بحلول الموعد النهائي في 29 مايو. بدلاً من السماح لبيني غانتس بمحاولة تشكيل ائتلاف خاص به، حلّت غالبية الكنيست نفسها وأجريت انتخابات مبكرة في 17 سبتمبر 2019.
كانت تلك الانتخابات غير حاسمة، مما أثار تحذيرات من انتخابات ثالثة. اعتبرت المعارضة والجمهور العام هذا الاحتمال غير مقبول، ودعا رئيس الوزراء غانتس إلى تشكيل حكومة وحدة وطنية، حتى عرض التخلي عن الوظيفة العليا في وقت ما في المستقبل. رفض غانتس هذا العرض، مشيرًا إلى أن حكومة الوحدة المقترحة لنتنياهو ستشمل جميع حلفاء نتنياهو اليمينيين، بدون أي من حلفاء غانتس من وسط اليسار. كما رفض غانتس الجلوس مع الليكود طالما كان نتنياهو هو زعيمه، بسبب القضايا الجنائية ضد نتنياهو. [بحاجة لمصدر]

دعا حزب إسرائيل بيتنا بقيادة زعيمه أفيغدور ليبرمان إلى حكومة وحدة علمانية مؤلفة من حزبه بالإضافة إلى الليكود وأزرق أبيض، وهذا يستبعد على وجه التحديد حلفاء نتنياهو اليمينيين والمتدينين. مع احتفاظ حزب ليبرمان بميزان القوى في الكنيست، حدد المحللون مثل هذا التحالف باعتباره الخيار الأكثر قابلية للتطبيق.[بحاجة لمصدر]

### التوصيات (سبتمبر 2019)
التقى الرئيس ريفلين بممثلين عن أزرق أبيض والليكود والقائمة المشتركة وشاس إسرائيل بيتنا في 22 سبتمبر 2019 لطلب توصيات بشأن من يختارون لرئاسة الوزراء. وفي اليوم التالي، التقى بأعضاء يهدوت هتوراةويامينا والعمل - غيشر والاتحاد الديمقراطي.
| الحزب | الحزب                   | الحزب              | الزعيم          | المقاعد | الموصى به | المصدر        |
| ----- | ----------------------- | ------------------ | --------------- | ------- | --------- | ------------- |
|       |                         | أزرق أبيض          | بيني غانتس      | 33      | غانتس     | [ 12 ]        |
|       |                         | الليكود            | بنيامين نتنياهو | 32      | نتنياهو   |               |
|       |                         | قائمة مشتركة       | أيمن عودة       | 13      | منقسم     | [ 13 ] [ 14 ] |
|       | حداش                    | أيمن عودة          | 5               | غانتس   |           |               |
|       | تعال                    | أحمد طيبي          | 2               | غانتس   |           |               |
|       | القائمة العربية المتحدة | منصور عباس         | 3               | غانتس   |           |               |
|       | بلد                     | مطانس شحادة        | 3               | لا أحد  | [ 15 ]    |               |
|       |                         | شاس                | أرييه درعي      | 9       | نتنياهو   |               |
|       |                         | إسرائيل بيتنا      | افيجدور ليبرمان | 8       | لا أحد    | [ 16 ]        |
|       |                         | يهدوت هتوراة       | يعقوب ليتسمان   | 7       | نتنياهو   |               |
|       |                         | يامينا             | ايليت شاكيد     | 7       | نتنياهو   |               |
|       |                         | العمل-غيشر         | عمير بيرتس      | 6       | غانتس     | [ 17 ]        |
|       |                         | الاتحاد الديمقراطي | نيتسان هورويتز  | 5       | غانتس     |               |

اختار ريفلين رسميًا نتنياهو لتشكيل الحكومة المقبلة في 25 سبتمبر، الرغم من أنه اشترطها من نتنياهو أن يعيد الانتداب إذا فشل في تشكيل حكومة، لتجنب حل آخر للكنيست.

وافق نتنياهو على هذا الشرط ودعا إلى «حكومة وحدة» بينه وبين الأحزاب الدينية المتحالفة معه وغانتس. رفض غانتس، على أساس أنه وعد خلال الانتخابات بعدم الانضمام إلى ائتلاف بقيادة نتنياهو، علاوة على ذلك فإن التحالف الذي يضم جميع حلفاء نتنياهو لن يكون حقًا حكومة وحدة. لم تنجح الجهود المبذولة لحل الجمود، وفي 21 أكتوبر أعاد نتنياهو التفويض إلى ريفلين. في 23 أكتوبر كلف مكتب ريفلين غانتس بتشكيل الحكومة. أُعيد هذا التفويض إلى ريفلين في 21 نوفمبر. من ذلك اليو، كان أمام أعضاء الكنيست ثلاثة أسابيع يمكنهم خلالها اختيار ترشيح أي منهم لمنصب رئيس الوزراء. كان يتعين على عضو الكنيست الذي تم اختياره الحصول على دعم 61 من أعضاء الكنيست. ومع ذلك، لم يكن أي عضو كنيست قادرًا على تشكيل حكومة، وتقرر في 12 ديسمبر / كانون الأول إجراء انتخابات أخرى في 2 مارس 2020.
 التقى الرئيس ريفلين بجميع الأحزاب المنتخبة وتلقى توصياته لرئيس الوزراء في 15 مارس. أعطى ريفلين غانتس تفويضًا لتشكيل حكومة في 16 مارس.
| حفل | حفل   | حفل                  | قائد الحفلة     | مقاعد  | موصى به | مصدر   |
| --- | ----- | -------------------- | --------------- | ------ | ------- | ------ |
|     |       | الليكود              | بنيامين نتنياهو | 36     | نتنياهو | [ 27 ] |
|     |       | أزرق أبيض            | بيني غانتس      | 33     | غانتس   |        |
|     |       | القائمة المشتركة     | أيمن عودة       | 15     | غانتس   |        |
|     |       | شاس                  | أرييه درعي      | 9      | نتنياهو | [ 28 ] |
|     |       | UTJ                  | يعقوب ليتسمان   | 7      | نتنياهو | [ 29 ] |
|     |       | العمل - جيشر - ميرتس | عمير بيرتس      | 7      | منقسم   | [ 25 ] |
|     | العمل | عمير بيرتس           | 3               | غانتس  |         |        |
|     | ميرتس | نيتسان هورويتز       | 3               | غانتس  |         |        |
|     | غيشر  | أورلي ليفي           | 1               | لا أحد |         |        |
|     |       | يسرائيل بيتنا        | أفيغدور ليبرمان | 7      | غانتس   | [ 30 ] |
|     |       | يامينا               | نفتالي بينيت    | 6      | نتنياهو | [ 31 ] |

قبل الانتخابات، تعهد غانتس بتشكيل حكومة لا تضم نتنياهو. في البداية جرت محاولة لتشكيل حكومة أقلية بدعم خارجي من القائمة المشتركة، ولكن هذه المبادرة انهارت بشكل واضح حيث أعلن عضوا الكنيست يوعاز هندل وتسفي هوزر أنهما سيصوتان ضد مثل هذه الحكومة، مستشهدين بوعد انتخابي بعدم الاعتماد على القائمة المشتركة التي تضم «أنصار الإرهاب» مثل بلد. خلال جائحة كوفيد، عكس غانتس موقفه وأعلن أنه مستعد لدعم تحالف طارئ مع نتنياهو. في 21 مارس، أعلن نتنياهو عن الانتهاء من المفاوضات لتشكيل حكومة وحدة وطنية مع تناوب رئاسة الوزراء حيث سيخدم نتنياهو أولاً، وسيحل محله غانتس لاحقًا، على الرغم نفي غانتس ذلك وادعى أن المفاوضات لا تزال جارية. في 26 مارس، بعد يوم واحد من استقالة رئيس الكنيست يولي إدلشتاين، وافق غانتس بدلاً من ذلك على أن يصبح رئيسًا للكنيست. حقيقة أن اليمينيين في ائتلاف رئيس الوزراء بنيامين نتنياهو من الليكود وافقوا على دعم محاولة غانتس أن يصبح رئيسًا يعرض مستقبل تحالف أزرق أبيض للخطر. في نفس اليوم انتخب غانتس رئيسًا جديدًا للكنيست بهامش 74-18.
في 27 مارس 2020، تم الكشف عن عقبة رئيسية أمام تحالف طويل الأمد بين غانتس ونتنياهو فيما يتعلق بتنفيذ خطة الرئيس الأمريكي دونالد ترامب للسلام في الشرق الأوسط. كشف باراك رافيد من أخبار القناة 13 الإسرائيلية أن غانتس، على الرغم من ادعائه سابقًا أنه يريد تنفيذ خطة السلام، لا يزال يريد إجراء محادثات سلام مع الفلسطينيين، وهو ما لا يزال كل من ترامب ونتنياهو يعارضونه. وذكر رافيد أن هذا من المرجح أن يجعل الصفقة القادمة بين غانتس ونتنياهو قصيرة الأجل. كجزء من الاتفاق الائتلافي المقترح بين نتنياهو وغانتس، كان من المقرر أن يحل غانتس محل نتنياهو كرئيس لوزراء إسرائيل بعد حكومة استمرت 18 شهرًا. كانت فترة ولاية غانتس كرئيس وزراء مكلف تنتهي في 14 أبريل، الرغم من تمديد الرئيس ريفلين لها حتى 15 أبريل.

### حكومة ائتلافية
في 20 أبريل 2020، أعلن غانتس ونتنياهو أنه تم التوصل إلى اتفاق بشأن حكومة وحدة وطنية. سيشمل الاتفاق كلا الحزبين تقاسم السلطة، ويتناوب غانتس ونتنياهو على رئاسة الوزراء. بموجب شروط الاتفاق، سيكون نتنياهو رئيسًا للوزراء حتى أكتوبر 2021، مع تولي غانتس منصب نائب رئيس الوزراء. بعد ذلك الوقت يتبادل الرجال الأدوار. ومع ذلك، إذا ترك نتنياهو رئاسة الوزراء في وقت مبكر، فإن غانتس سيتولى المنصب. ردت عدة مجموعات مراقبة في إسرائيل، بما في ذلك الحركة من أجل جودة الحكم في إسرائيل ومجموعات أخرى، على الأخبار بتقديم التماس إلى المحكمة العليا لمنع تشكيل الحكومة بسبب لائحة اتهام نتنياهو.
في 7 مايو 2020، حصل نتنياهو على دعم 72 من أعضاء الكنيست لتشكيل حكومة، مع منح ريفلين نتنياهو تفويضًا لمدة أسبوعين لتشكيل حكومة بعد فترة وجيزة. ومن بين الأحزاب التي قدمت دعمها حزب أزرق أبيض، والليكود، وديرخ إريتس، وغيشر، وشاس، ويهدوت هتوراة، بالإضافة إلى عضوين من أعضاء حزب العمل الثلاثة.

## وصلات خارجية
- حكومات إسرائيل في موقع الكنيست
- حكومة إسرائيل في موقع وزارة الخارجية الإسرائيلية
- مجلس الوزراء والوزراء الحكوميين في موقع المكتبة الافتراضية اليهودية